# Zephyranthes minuta
Zephyranthes minuta är en amaryllisväxtart som först beskrevs av Carl Sigismund Kunth, och fick sitt nu gällande namn av David Nathaniel Friedrich Dietrich. Zephyranthes minuta ingår i släktet Zephyranthes och familjen amaryllisväxter. Inga underarter finns listade i Catalogue of Life.

## Bildgalleri

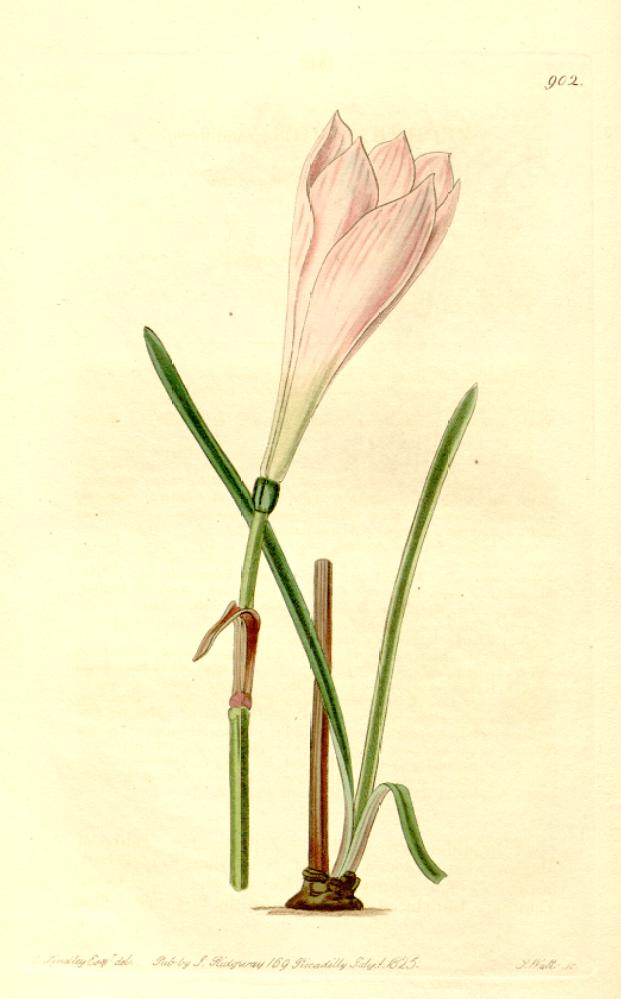
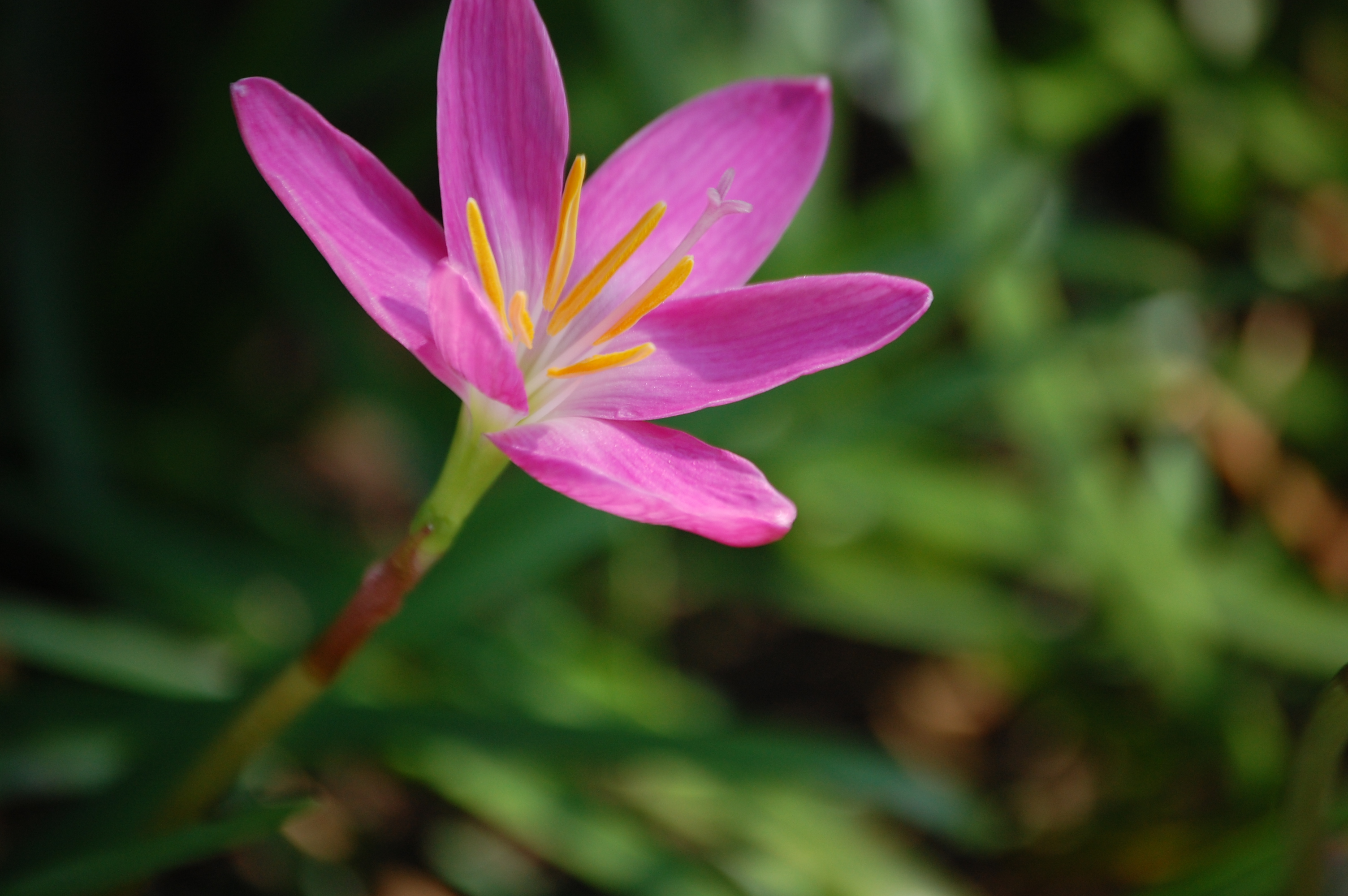
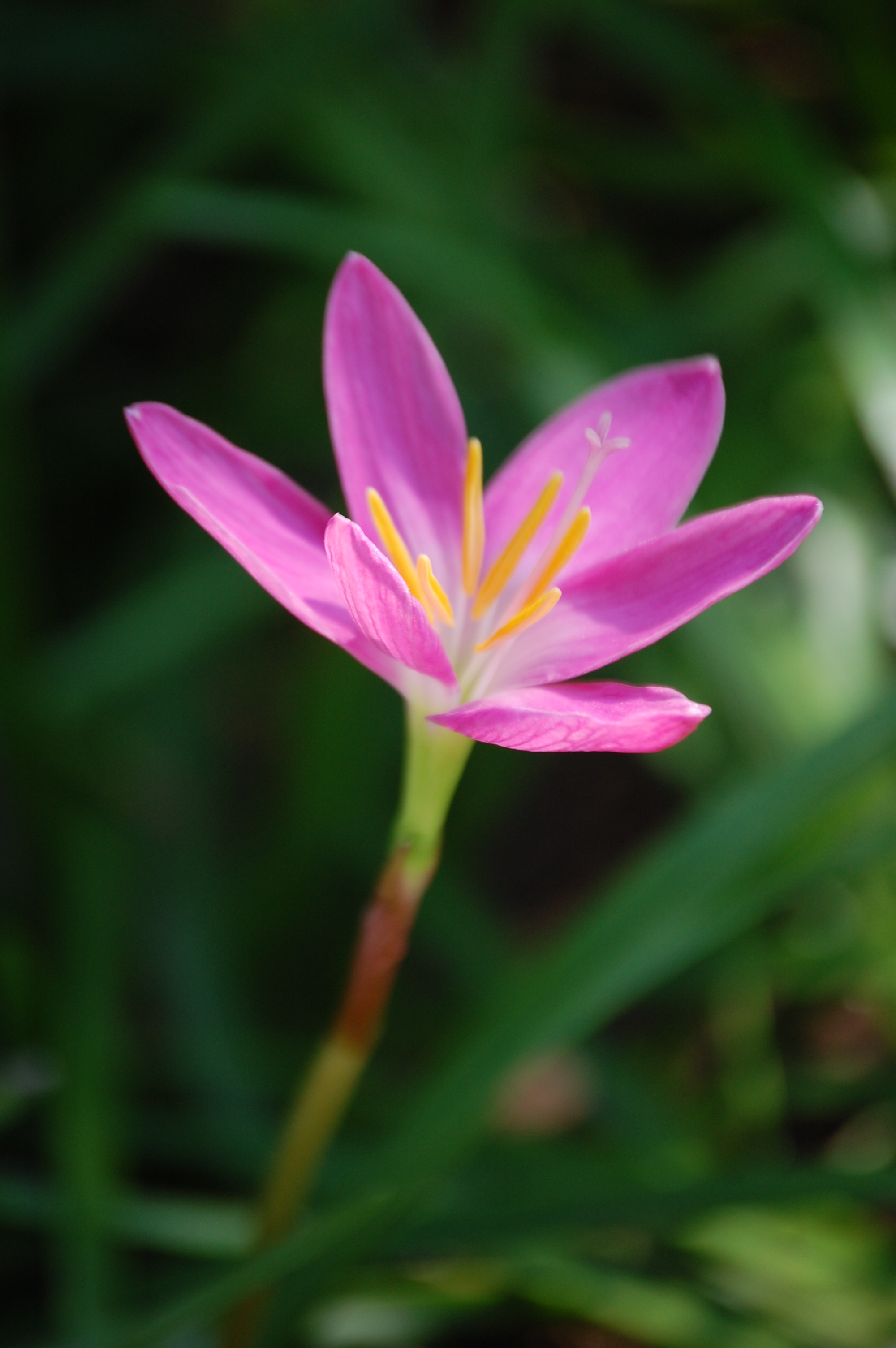
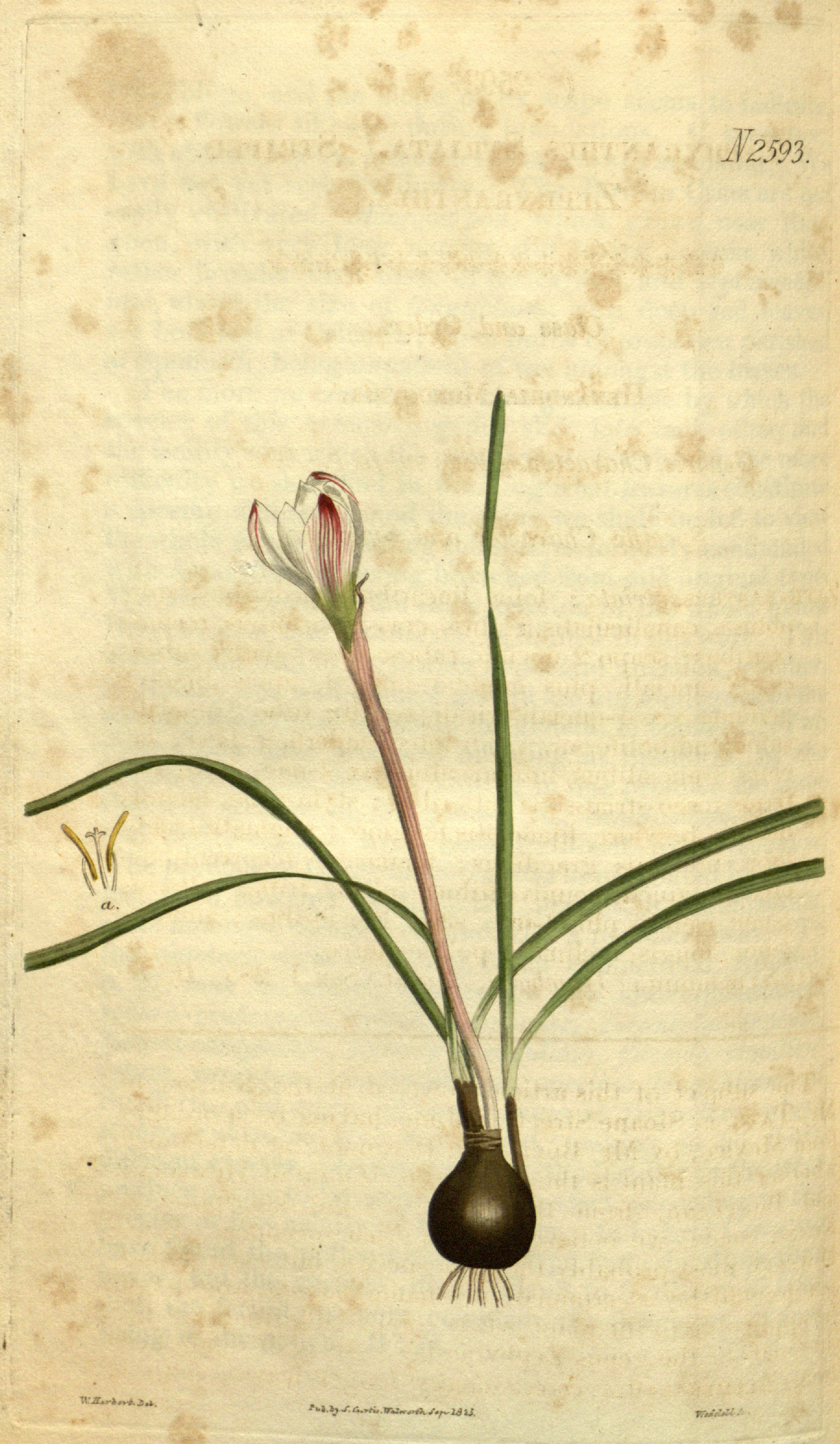